# Tổng công ty 91
Tổng công ty 91 là tên gọi chung phổ thông cho các nhóm doanh nghiệp nhà nước của Việt Nam được thành lập theo Quyết định số 91/Ttg của Thủ tướng Chính phủ Việt Nam về việc thí điểm thành lập tập đoàn kinh doanh.
Mặc dù tinh thần của Quyết định số 91/Ttg là hướng tới thành lập các tập đoàn kinh doanh, song vào thời điểm năm 1994, tập đoàn kinh doanh là hình thức tổ chức doanh nghiệp còn rất mới mẻ ở Việt Nam. Vì vậy, các nhóm doanh nghiệp được thành lập theo quyết định nói trên không được gọi là tập đoàn ngay mà được gọi chung là các tổng công ty 91. Cho tới tận năm 2006, các tổng công ty 91 mới được từng bước chuyển thành các tập đoàn thực sự.
Việc thành lập bất cứ tổng công ty 91 nào cũng đều thuộc thẩm quyền quyết định của Chính phủ. Hội đồng quản lý của tổng công ty 91 gồm từ 7 đến 9 thành viên do Thủ tướng Chính phủ bổ nhiệm. Tổng công ty 91 phải có ít nhất 7 thành viên, phải có vốn pháp định tối thiểu 1000 tỷ đồng.
Khác với một tổng công ty 90, một tổng công ty 91 có thể hoạt động đa ngành tuy vẫn được yêu cầu theo đuổi một ngành kinh doanh chủ đạo. Mục đích thành lập các tổng công ty 91 là để phát huy vai trò của Nhà nước trong nền kinh tế thị trường theo định hướng xã hội chủ nghĩa. Tuy nhiên, do năng lực quản lý và vốn hạn chế, các tổng công ty 91 chưa phát huy được chức năng của mình và chưa làm lợi cho các công ty thành viên.
Tới năm 2003, có tất cả 18 tổng công ty 91 đã được thành lập. Từ năm 2004, một số tổng công ty 91 bắt đầu tiến hành cổ phần hóa các công ty thành viên của mình.

## Danh sách các tổng công ty 91
1. Tập đoàn Dệt May Việt Nam
2. Tập đoàn Bảo Việt
3. Tập đoàn Điện lực Việt Nam,
4. Tập đoàn Dầu khí Quốc gia Việt Nam,
5. Tập đoàn Công nghiệp Than - Khoáng sản Việt Nam,
6. Tập đoàn Công nghiệp Cao su Việt Nam,
7. Tập đoàn Bưu chính Viễn thông Việt Nam,
8. Tập đoàn Xăng dầu Việt Nam,
9. Tập đoàn Công nghiệp Hóa chất Việt Nam,
10. Tập đoàn Công nghiệp – Viễn thông Quân đội
11. Tổng công ty Tàu thủy Việt Nam
12. Tổng công ty Sông Đà,
13. Tổng công ty Thuốc lá Việt Nam
14. Tổng công ty Thép Việt Nam,
15. Tổng công ty Hàng hải Việt Nam
16. Tổng công ty Lương thực miền Bắc,
17. Tổng công ty Lương thực miền Nam
18. Tổng công ty Giấy Việt Nam,
19. Tổng công ty Hàng không Việt Nam,
20. Tổng công ty Công nghiệp Xi măng Việt Nam,
21. Tổng công ty Cà phê Việt Nam,
22. Tổng công ty Đường sắt Việt Nam,